# 营业税改征增值税
营业税改征增值税，简称为“营改增”，是2012年起在中华人民共和国的一次税收改革。将原先缴纳营业税的应税项目改成缴纳增值税，减少流通环节的重复征税。2012年1月1日起，首先由上海市进行试点，此后逐步扩围，在增加应税项目的同时增加试点省市。2016年5月1日起，中国全面实行“营改增”。

## 歷程
2012年1月1日，上海市试点首先启动“营改增”改革，在“1+6”行业率先试点，其中“1”为陆路、水路、航空、管道运输在内的交通运输业，“6”包括研发、信息技术、文化创意、物流辅助、有形动产租赁、鉴证咨询等部分现代服务业。
2012年7月25日，时任国务院总理温家宝主持召开国务院常务会议，决定扩营改增试点范围。
2012年8月1日，将交通运输业和部分现代服务业营业税改征增值税试点范围分批扩大至北京市、天津市、江苏省、浙江省（含宁波市）、安徽省、福建省（含厦门市）、湖北省、广东省（含深圳市）等8个省（直辖市、计划单列市）。
2012年9月1日，“营改增”在北京市开始实施。2012年10月1日，在江苏省、安徽省实施。2012年11月1日，在福建省、广东省实施。2012年12月1日，在天津市、浙江省、湖北省实施。
2013年8月1日，交通运输业和部分现代服务业“营改增”试点在全国范围内推开。同时，广播影视作品的制作、播映、发行等，也开始纳入试点。
2016年5月1日，营业税改征增值税试点全面推开。
2017年10月30日，国务院常务会议通过《国务院关于废止〈中华人民共和国营业税暂行条例〉和修改〈中华人民共和国增值税暂行条例〉的决定（草案）》，标志着实施60多年的营业税正式退出历史舞台。